# Первый дивизион чемпионата мира по хоккею с шайбой среди юниорских команд 2024
Чемпионат мира по хоккею с шайбой среди юниорских команд 2024 года в I-м дивизионе — спортивное соревнование под эгидой ИИХФ, игры которого прошли в группе А в датском городе Фредериксхавне и в группе В в эстонской столице Таллине с 14 по 20 апреля 2024 года.

## Регламент
По итогам турнира в группе А: команда, занявшая первое место, получает право играть в ТОП-дивизионе чемпионата мира 2025 года, а команда, занявшая последнее место, переходит в группу B.
По итогам турнира в группе B: команда, занявшая первое место, получает право играть в группе А, а команда, занявшая последнее место, переходит в группу A второго дивизиона чемпионата мира 2025 года.

## Итоги
Группа A
- Сборная Германии вышла в ТОП-дивизион
- Сборная Японии вылетела в группу В первого дивизиона

Группа B
- Сборная Словении вышла в группу А первого дивизиона
- Сборная Италии вылетела в группу A второго дивизиона

## Участвующие команды
В чемпионате приняли участие 12 национальных команд — десять из Европы и две — из Азии. Сборные Германии пришла из топ-дивизиона 2023 года и  Литвы перешла из второго дивизиона, остальные — с турнира первого дивизиона 2023 года.

### Группа А
| Сборная  | Квалификация                                                                 |
| -------- | ---------------------------------------------------------------------------- |
| Германия | Заняла 10-е место топ-дивизионе в 2023 году и вылетела оттуда                |
| Дания    | Хозяева, заняла 2-е место в группе А первого дивизиона в 2023 году           |
| Япония   | Заняла 3-е место в группе А первого дивизиона в 2023 году                    |
| Венгрия  | Заняла 4-е место в группе А первого дивизиона в 2023 году                    |
| Украина  | Заняла 5-е место в группе А первого дивизиона в 2023 году                    |
| Австрия  | Заняла 1-е место в группе B первого дивизиона в 2023 году и поднялась оттуда |

### Группа В
| Сборная          | Квалификация                                                                 |
| ---------------- | ---------------------------------------------------------------------------- |
| Франция          | Заняла 6-е место в группе А первого дивизиона в 2023 году и вылетела оттуда  |
| Словения         | Заняла 2-е место в группе B первого дивизиона в 2023 году                    |
| Италия           | Заняла 3-е место в группе B первого дивизиона в 2023 году                    |
| Республика Корея | Заняла 4-е место в группе B первого дивизиона в 2023 году                    |
| Эстония          | Хозяева, заняла 5-е место в группе B первого дивизиона в 2023 году           |
| Литва            | Заняла 1-е место в группе А второго дивизиона в 2023 году и поднялась оттуда |